# 고틀란드 축구 국가대표팀
고틀란드 축구 국가대표팀은 스웨덴 고틀란드섬을 대표하는 축구팀이다. 이 팀은 FIFA 및 유럽 축구 연맹 회원국이 아니므로 FIFA 및 유럽 축구 연맹이 주관하는 대회에 참가하지 않는다. 아일랜드 게임 축구에는 7번 출전하여 2007년 대회와 홈에서 열린 2017년 대회에서 6위를 기록했다.